# St. David (Illinois)
St. David es una villa ubicada en el condado de Fulton en el estado estadounidense de Illinois. En el Censo de 2010 tenía una población de 589 habitantes y una densidad poblacional de 760,58 personas por km².

## Geografía
St. David se encuentra ubicada en las coordenadas 40°29′31″N 90°3′7″O / 40.49194, -90.05194. Según la Oficina del Censo de los Estados Unidos, St. David tiene una superficie total de 0.77 km², de la cual 0.77 km² corresponden a tierra firme y (0%) 0 km² es agua.

## Demografía
Según el censo de 2010, había 589 personas residiendo en St. David. La densidad de población era de 760,58 hab./km². De los 589 habitantes, St. David estaba compuesto por el 97.28% blancos, el 0% eran afroamericanos, el 0% eran amerindios, el 0.17% eran asiáticos, el 0% eran isleños del Pacífico, el 1.53% eran de otras razas y el 1.02% pertenecían a dos o más razas. Del total de la población el 2.21% eran hispanos o latinos de cualquier raza.